# Callipyris anthina
Callipyris anthina là một loài bướm đêm trong họ Noctuidae.